# Musée d'Art moderne de São Paulo
Le Musée d'art moderne de São Paulo (MAM) est l'une des institutions culturelles les plus importantes du Brésil. Il se situe sous le chapiteau du parc d'Ibirapuera, à São Paulo, dans un bâtiment inséré dans l'ensemble architectural conçu par Oscar Niemeyer en 1954 et rénové par Lina Bo Bardi en 1982 pour abriter le musée. Il s'agit d'une organisation d'intérêt public de la société civile à but non lucratif, dont l'objectif est la conservation, l'extraversion et l'expansion de son patrimoine artistique, la diffusion de l' art moderne et contemporain et l'organisation d'expositions et d'activités culturelles et éducatives,.
Le musée est fondé par Francisco Matarazzo Sobrinho, dit Ciccillo Matarazzo, en 1948, concomitante à l'émergence du Musée d'art moderne de Rio de Janeiro, à la fois inspiré du Museum of Modern Art de New York (MoMA), dans un environnement de grande effervescence culturelle et de progrès socio-économique qui caractérisèrent le Brésil dans les années 1940. Tout au long de son histoire, le MAM se distingue par son programme culturel actif et par des initiatives importantes visant à la sédimentation et à la diffusion de l'art moderne dans la société brésilienne, à savoir la création de la Biennale internationale de São Paulo . Il rassemble, dans ses premières années, une collection artistique remarquable, en ajoutant des œuvres de certains des noms nationaux et internationaux les plus importants des arts visuels au XXe siècle,.
Cependant, des crises institutionnelles et des difficultés financières successives conduisent à la rupture du fondateur avec le conseil d'administration du musée, entraînant son extinction temporaire et le don de tous ses biens à l' Université de São Paulo (qui l'utilise comme la collection de base de son Musée d'art contemporain). Le MAM entame alors un processus de restructuration et de recomposition de sa collection, aujourd'hui tournée vers l'art contemporain, malgré son nom. Il reste une référence importante dans la vie culturelle du pays.
La collection compte plus de 5 000 pièces, la plupart produites par des artistes brésiliens actifs à partir des années 1960. Il entretient le jardin des sculptures, un espace de 6000 mètres carrés conçu par Roberto Burle Marx, où les œuvres de la collection sont exposées à l'air libre. Il possède l'une des plus grandes bibliothèques d'art spécialisées de la ville de São Paulo, avec plus de 60 000 volumes, en plus de son propre secteur des publications, responsable de la publication de catalogues et du magazine trimestriel Moderno. Depuis 1969, il organise l'exposition biennale Panorama da Arte Atual Brasileira, l'une des expositions périodiques les plus traditionnelles du pays et un outil important pour élargir la collection,,.

## Artistes de la collection du musée
- Judith Lauand (1922-2022)
- Ana Maria Tavares
- Amelia Toledo (1926-2017)